# Laksam Upazila
Laksam Upazila är ett underdistrikt i Bangladesh. Det ligger i den sydöstra delen av landet, 90 km sydost om huvudstaden Dhaka.
Trakten runt Laksam Upazila består till största delen av jordbruksmark. Runt Laksam Upazila är det mycket tätbefolkat, med 1 692 invånare per kvadratkilometer.